# Свіфт венесуельський
Свіфт венесуельський (Streptoprocne phelpsi) — вид невеликих птахів родини серпокрильцевих (Apodidae). Поширений в Південній Америці.

## Назва
Вид названо на честь венесуельського орнітолога Вільяма Фелпса молодшого (1902-1988).

## Поширення
Вид поширений на півночі Бразилії, півдні Венесуели та на заході Гаяни. Мешкає у вологих гірських і низинних лісах, гірських луках і навколо скель.

## Опис
Свіфт венесуельський є одним із менших представників роду Streptoprocne. Він має довжину від 14 до 16 см і важить приблизно 20-24 г. Має довгий глибоко зазубрений хвіст і довгі широкі крила. Найочевиднішою особливістю дорослих самців є широкий помаранчево-каштановий комір, який оточує шию та включає верхню частину грудей, підборіддя, горло та більшу частину обличчя. Решта його оперення чорне, іноді з кількома білими пір'їнами на грудях під коміром. Дорослі самиці схожі на самців, хоча деякі мають блідіші груди з домішками коричневого кольору.